# Zapalenie układu limbicznego
Zapalenie układu limbicznego, LE (od ang. limbic encephalitis) – neurologiczny zespół paraneoplastyczny, wiążący się najczęściej z rakiem drobnokomórkowym płuc. Zapalenie układu limbicznego należy do szerszego zespołu paraneoplastycznego, jakim jest PEM (paraneoplastyczne zapalenie mózgu i rdzenia), obejmującego poza układem limbicznym pień mózgu i rdzeń kręgowy.

## Etiologia i patogeneza
Zapalenie układu limbicznego najczęściej ma związek z chorobą nowotworową. W około 50% przypadków chorobą tą jest rak drobnokomórkowy płuca (SCLC). Inne nowotwory mogące się wiązać z zapaleniem układu limbicznego to chłoniak Hodgkina, grasiczak, nowotwory jąder (20%), nowotwory przewodu pokarmowego, rak sutka (8%), rak gruczołu krokowego i nerwiak zarodkowy.
Zapalenie rozwija się w przyśrodkowej części płata skroniowego, ciele migdałowatym, podwzgórzu i hipokampie.

## Objawy i przebieg
Na obraz kliniczny LE składają się:
- pobudzenie
- dezorientacja
- zaburzenia pamięci
- halucynacje
- zaburzenia afektywne
- porażenia i niedowłady
- napady padaczkowe częściowe
- niewydolność oddechowa.

### Badaniepłynu mózgowo-rdzeniowego
W badaniu PMR stwierdzić można:
- pleocytozę (9–100/mm³)
- podwyższone stężenie białka (47–170 mg/dl)
- podwyższone miano IgG
- obecne prążki monoklonalne.

### Obrazowanie metodą rezonansu magnetycznego
W obrazowaniu metodą rezonansu magnetycznego T1-zależnym stwierdza się prawidłowy obraz, ewentualnie hipokamp jest poszerzony. W sekwencji T2 stwierdza się hiperdensyjne zmiany w przyśrodkowej części płata skroniowego, jedno- (40%) lub obustronne (60%).

### Western blot
Badaniem western blot można stwierdzić obecność przeciwciał skierowanych przeciwko antygenom onkoneuronalnym:
- anty-Hu (ANNA-1); obecne u 50% pacjentów z LE na tle SCLC[1][2]
- anty-Ta
- anty-Ma (u większości pacjentów z nowotworem jąder)
- anty-CV2 (anty-CRMP5).

## Leczenie
LE należy do potencjalnie odwracalnych zespołów paraneoplastycznych. Leczenie przyczynowe polega na leczeniu choroby podstawowej, czyli nowotworu. Ponadto stosuje się leczenie immunomodulujące. Zastosowanie znajduje metyloprednizolon podawany dożylnie w dawce 500 mg przez 5 dni. Brak poprawy przez 14 dni leczenia jest wskazaniem do dożylnego podania immunoglobulin (IVIG) w dawce 2 g/kg masy ciała przez 5 dni. Kolejne 14 dni bez poprawy wymaga włączenia cyklofosfamidu lub przeprowadzenia plazmaferezy. Pomocniczo podaje się leki przeciwdrgawkowe i leki przeciwdepresyjne.